# Distrito histórico de West Walnut Street
El distrito histórico de West Walnut Street es un distrito histórico residencial centrado en la parte de West Walnut Street, en Carbondale (Illinois).

## Historia
En el distrito hay 54 casas, 48 de las cuales se consideran edificios contribuyentes debido a que se edificaron antes de 1929. Durante este período, el área de Walnut Street se consideraba la parte más selecta de Carbondale. Varios estilos arquitectónicos populares de la época están representados en el vecindario, como el italianizante, el reina Ana y el neocolonial. La casa más antigua del distrito, construida en 1859, es una vivienda de estructura sencilla. Hay una casa de estilo italiano, edificada entre 1868 y 1869 y ubicada en el número 505 de West Walnut, en donde residió Robert Allyn, el primer rector de la Universidad del Sur de Illinois Carbondale. Allyn, quien compró la casa en 1879, agregó el techo abuhardillado de la casa, el único de este tipo que hay en Carbondale.
El distrito fue agregado al Registro Nacional de Lugares Históricos el 2 de mayo de 1975.